# Esqui alpino nos Jogos Paralímpicos de Inverno de 2010 - Downhill masculino
As competições masculinas do downhill do esqui alpino nos Jogos Paraolímpicos de Inverno de 2010 foram disputadas no Whistler Creekside em 18 de março.

## Medalhistas
| Medalha | Atletas sentados   | Atletas em pé                          | Deficientes visuais         |
| ------- | ------------------ | -------------------------------------- | --------------------------- |
| Ouro    | SUI Christoph Kunz | GER Gerd Schönfelder                   | ESP Jon Santacana Maiztegui |
| Prata   | JPN Taiki Morii    | SUI Michael Brugger AUS Marty Mayberry | USA Mark Bathum             |
| Bronze  | JPN Akira Kano     | Não houve                              | GER Gerd Gradwohl           |

## Agenda
| Dia         | Horário (UTC-8) | Categoria           |
| ----------- | --------------- | ------------------- |
| 18 de março | 12:15           | Deficientes visuais |
| 18 de março | 12:33           | Atletas sentados    |
| 18 de março | 13:06           | Atletas em pé       |

## Resultados

### Atletas sentados
| Pos.              | Nº | Atleta                        | Tempo   | Diferença |
| ----------------- | -- | ----------------------------- | ------- | --------- |
| Medalha de ouro   | 11 | SUI Christoph Kunz            | 1:18.19 |           |
| Medalha de prata  | 2  | JPN Taiki Morii               | 1:18.63 | +0.44     |
| Medalha de bronze | 15 | JPN Akira Kano                | 1:19.19 | +1.00     |
| 4                 | 19 | GER Thomas Nolte              | 1:19.60 | +1.41     |
| 5                 | 10 | CAN Josh Dueck                | 1:19.88 | +1.69     |
| 6                 | 8  | FRA Yohann Taberlet           | 1:19.92 | +1.73     |
| 7                 | 4  | GBR Sean Rose                 | 1:20.41 | +2.22     |
| 8                 | 17 | SUI Hans Pleisch              | 1:21.36 | +3.17     |
| 9                 | 28 | SRB Jasmin Bambur             | 1:21.41 | +3.22     |
| 10                | 1  | AUT Reinhold Sampl            | 1:21.88 | +3.69     |
| 11                | 18 | JPN Takeshi Suzuki            | 1:22.28 | +4.09     |
| 12                | 7  | KOR Jong-Seork Park           | 1:22.52 | +4.33     |
| 13                | 9  | USA Christopher Devlin-Young  | 1:22.65 | +4.46     |
| 14                | 27 | GER Franz Hanfstingl          | 1:23.16 | +4.97     |
| 15                | 21 | AUT Dietmar Dorn              | 1:23.23 | +5.04     |
| 16                | 26 | ITA Enrico Giorge             | 1:39.83 | +21.64    |
| 17                | 23 | AUT Philipp Bonadimann        | 1:42.07 | +23.88    |
| 18                | 20 | ITA Luca Maraffio             | 1:49.89 | +31.70    |
| -                 | 3  | AUS Shannon Dallas            | DNS     | -         |
| -                 | 5  | GER Martin Braxenthaler       | DNF     | -         |
| -                 | 6  | USA Tyler Walker              | DNF     | -         |
| -                 | 12 | NED Kees-Jan van der Klooster | DNF     | -         |
| -                 | 13 | FRA Nicolas Loussalez-Artets  | DNF     | -         |
| -                 | 14 | USA Joseph Tompkins           | DNF     | -         |
| -                 | 16 | KOR Sang-Min Han              | DNF     | -         |
| -                 | 22 | CAN Sam Carter Daniels        | DNF     | -         |
| -                 | 25 | FRA Cyril More                | DNF     | -         |
| -                 | 24 | GBR Russell Docker            | DSQ     | -         |

### Atletas em pé
| Pos.             | Nº | Atleta                      | Tempo   | Diferença |
| ---------------- | -- | --------------------------- | ------- | --------- |
| Medalha de ouro  | 12 | GER Gerd Schönfelder        | 1:20.80 |           |
| Medalha de prata | 11 | SUI Michael Brugger         | 1:22.78 | +1.98     |
| Medalha de prata | 14 | AUS Marty Mayberry          | 1:22.78 | +1.98     |
| 4                | 10 | AUS Cameron Rahles-Rahbula  | 1:22.88 | +2.08     |
| 5                | 15 | FRA Vincent Gauthier-Manuel | 1:23.24 | +2.44     |
| 6                | 3  | AUT Robert Meusburger       | 1:23.70 | +2.90     |
| 7                | 17 | AUT Hubert Mandl            | 1:23.85 | +3.05     |
| 8                | 5  | SUI Thomas Pfyl             | 1:24.17 | +3.37     |
| 9                | 26 | ITA Christian Lanthaler     | 1:25.01 | +4.21     |
| 10               | 1  | AUS Toby Kane               | 1:25.26 | +4.46     |
| 11               | 2  | CAN Matt Hallat             | 1:25.44 | +4.64     |
| 12               | 21 | JPN Gakuta Koike            | 1:26.31 | +5.51     |
| 13               | 6  | AUT Manfred Auer            | 1:26.33 | +5.53     |
| 14               | 20 | USA Bradley Washburn        | 1:26.40 | +5.60     |
| 15               | 7  | CAN Morgan Perrin           | 1:26.52 | +5.72     |
| 15               | 24 | JPN Hiraku Misawa           | 1:26.52 | +5.72     |
| 17               | 18 | SVK Martin Cupka            | 1:26.89 | +6.09     |
| 18               | 28 | CZE Stanislav Loska         | 1:26.93 | +6.13     |
| 19               | 8  | SVK Martin France           | 1:27.67 | +6.87     |
| 20               | 25 | SUI Micha Josi              | 1:28.10 | +7.30     |
| 21               | 13 | USA George Sansonetis       | 1:28.47 | +7.67     |
| 22               | 16 | USA Monte Meier             | 1:28.48 | +7.68     |
| 23               | 9  | FRA Romain Riboud           | 1:28.63 | +7.83     |
| 24               | 23 | RUS Alexandr Alyabyev       | 1:34.30 | +13.50    |
| 25               | 27 | RSA David Warner            | 1:34.82 | +14.02    |
| -                | 4  | FRA Lionel Brun             | DNF     | -         |
| -                | 19 | CAN Jeff Dickson            | DNF     | -         |
| -                | 22 | GER Kevin Wermeester        | DNF     | -         |

### Deficientes visuais
| Pos.              | Nº | Atleta                      | Tempo   | Diferença |
| ----------------- | -- | --------------------------- | ------- | --------- |
| Medalha de ouro   | 4  | ESP Jon Santacana Maiztegui | 1:18.23 |           |
| Medalha de prata  | 7  | USA Mark Bathum             | 1:18.63 | +0.40     |
| Medalha de bronze | 6  | GER Gerd Gradwohl           | 1:20.40 | +2.17     |
| 4                 | 8  | SVK Jakub Krako             | 1:20.84 | +2.61     |
| 5                 | 5  | FRA Nicolas Berejny         | 1:20.96 | +2.73     |
| 6                 | 11 | AUT Christoph Prettner      | 1:21.83 | +3.60     |
| 7                 | 1  | SVK Radomir Dudas           | 1:21.88 | +3.65     |
| 8                 | 12 | RUS Ivan Frantsev           | 1:31.89 | +13.66    |
| 9                 | 10 | ESP Gabriel Gorce Yepes     | 1:38.02 | +19.79    |
| -                 | 2  | AUS Bart Bunting            | DNF     | -         |
| -                 | 3  | CAN Chris Williamson        | DNF     | -         |
| -                 | 9  | SVK Miroslav Haraus         | DNF     | -         |

## Legenda
| Q   | Classificado (Qualified)       |
| DNS | Não largou (Did not start)     |
| DNF | Não terminou (Did not finish)  |
| DSQ | Desclassificado (Disqualified) |